# Mrkev (rod)
Mrkev (Daucus) je rod rostlin z čeledi miříkovité (Apiaceae). Nejznámějším zástupcem tohoto rodu je mrkev obecná (Daucus carota).

## Popis
Rostliny z tohoto rodu jsou dvouleté (vzácně jednoleté) byliny. Výška stonku často přesahuje 1 metr, mají bílé květy, korunní lístky jsou obvejčité nebo vejčité. Listy jsou dvakrát až třikrát zpeřené.

## Rozšíření
Rod je rozšířený po celém světě, nejvíce ve Středomoří a na Blízkém Východě. Často rostou na polích, rumištích, podél cest a na dalších podobných otevřených stanovištích.

## Účinky
Mrkev obecná obsahuje vitamín B1, B2 a C a uvádí se pro ni pozitivní vliv na lidský organismus, jako například regenerace pokožky nebo dobrý vliv na oči a zrak.

## Druhy
K roku 2025 je uznáváno 45 druhů:
- Daucus aleppicus
- Daucus aureus
- Daucus bicolor
- Daucus biseriatus
- Daucus broteri
- Daucus carota (mrkev obecná)
- Daucus conchitae
- Daucus crinitus
- Daucus decipiens
- Daucus della-cellae
- Daucus durieua
- Daucus edulis
- Daucus elegans
- Daucus glaber
- Daucus glaberrimus
- Daucus glochidiatus
- Daucus gracilis
- Daucus guttatus
- Daucus hochstetteri
- Daucus humilis
- Daucus incognitus
- Daucus insularis
- Daucus involucratus
- Daucus jordanicus
- Daucus junceus
- Daucus mauritii
- Daucus melananthus
- Daucus microscias
- Daucus minusculus
- Daucus mirabilis
- Daucus montanus
- Daucus muricatus
- Daucus pedunculatus
- Daucus pumilus (paprska nízká)
- Daucus pusillus
- Daucus reboudii
- Daucus ribeirensis
- Daucus rouyi
- Daucus sahariensis
- Daucus setifolius
- Daucus setulosus
- Daucus subsessilis
- Daucus syrticus
- Daucus tenuisectus
- Daucus virgatus